# 吉田茂・東みつ子
吉田茂・東みつ子（よしだしげる・あずまみつこ）は大正末から昭和期にかけて活躍した漫才コンビ。

## 概要
吉田茂は大阪市西成区山王にあった芸人が多く住んだ地域「てんのじ村」のシンボル的な存在で、またそれを題材した直木賞作家の難波利三の「てんのじ村」のモデルとなった。
主な芸風は当時主流だった音曲漫才やしゃべくり漫才をやらず「かぼちゃ」という芸で、童謡詩人の清水かつらの「靴が鳴る」の曲に乗って国民服の帽子を被り古びた丈の短い着物や袴を着てひざ歩きで舞台を上手から現れ徐々に立ち上がる珍芸を売り物にした（時に野球のユニフォーム姿もあった）。

## メンバー
- 吉田 茂（よしだ しげる、本名・同じ、1899年 - 1985年12月26日）

鳥取県米子市の生まれ、1920年頃から安来節で舞台に立っていたが、安来節が下火になり漫才に転向して大正の末から京都新京極勢国館の漫才の寄席で人気を博す。若松正子と組んだ事もあった。人生幸朗の関西芸能親和会の理事も勤めた。
趣味は将棋であった。
- 東 みつ子（あずま みつこ、本名・瀬良好乃、1926年 - 2011年12月24日）

広島県呉市の生まれ、 漫才の大家・荒川千成の門下。初名は荒川みつ子。南ふく子と組んだ事もあった。その後東ひさしと「東みつ子・ひさし」として2000年代前半（2001年？）まで活動した。娘は短期間ながら奇術の松旭斎小天勝の後見をしていた。漫才研究家の神保喜利彦の調査により2011年死去と判明。娘婿が音楽ショウ「あひる艦隊」で活躍した大谷実だが離別した。

## エピソード
- 吉田茂は元首相の吉田茂と同姓同名。よくネタにされていて本人も気をよくしていた。
- 吉田茂は安来節の名手でも知られかなり人気者であった、手拭をかぶり笊を持ち披露するどじょうすくいの芸も和朗亭などで時折披露していた。本人談によると神戸の小屋で出演していた頃大先輩の落語家の二代目桂三木助や初代橘ノ圓等が安来節の稽古に通いに来ていたという。
- 東みつ子は身寄りのない先輩の芸人の面倒を見たり最期を見取ったりした。
- 二人の生涯は大村崑と野川由美子で舞台化された。

## 受賞
- 1985年 - 第14回上方お笑い大賞功労賞を受賞。（吉田茂のみ）